# Non-line-of-sight
Non Line of Sight, abreviado como NLOS, o Sin Línea de Visión, es un término utilizado en comunicaciones mediante radiofrecuencia. Se usa para describir un trayecto parcialmente obstruido entre la ubicación del transmisor de la señal y la ubicación del receptor de la misma. Los obstáculos incluyen árboles, edificios, montañas y otras estructuras u objetos construidos por el hombre u obra de la naturaleza.
- Datos: Q1740982